# Montottone

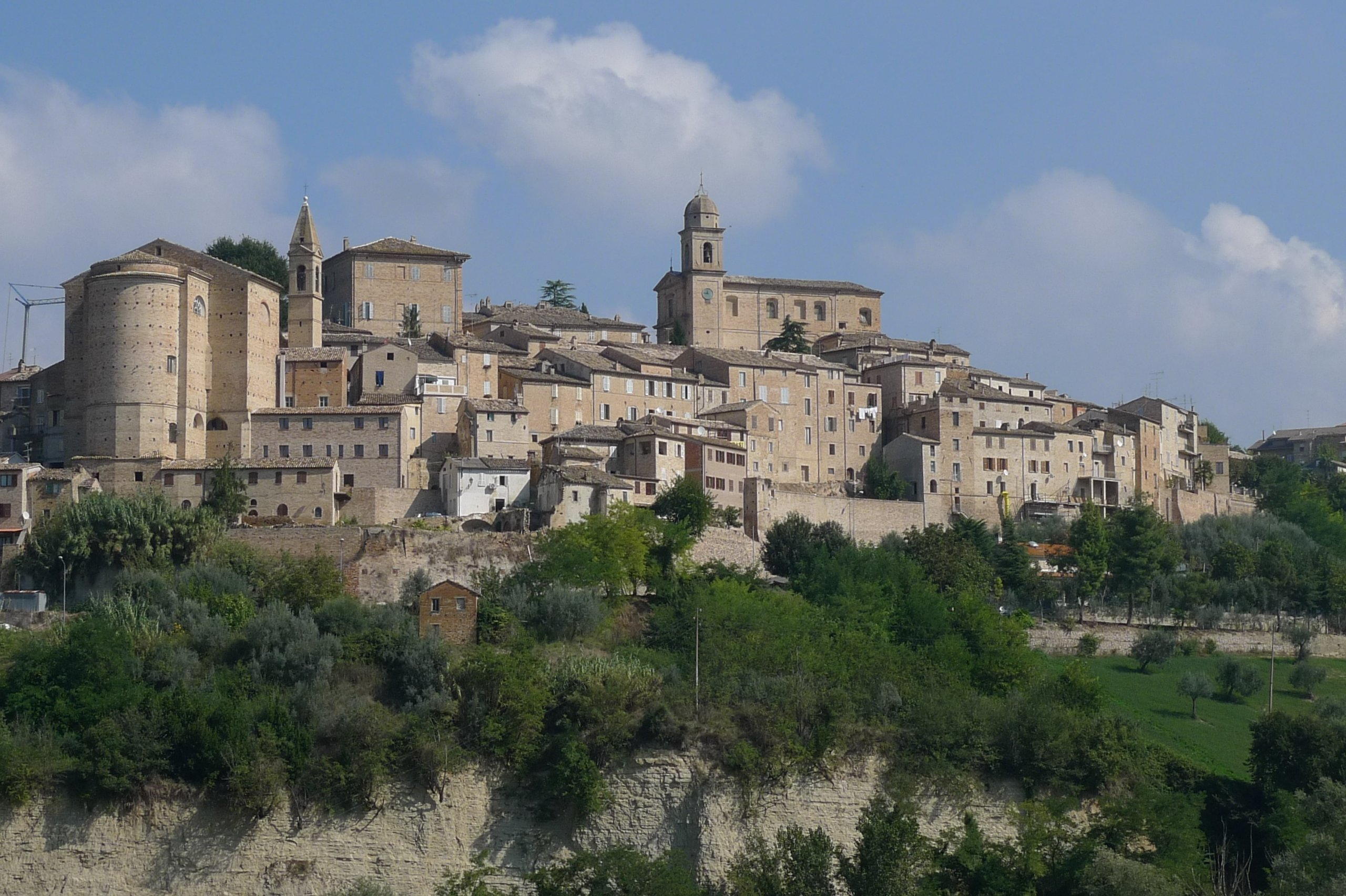
Panorama von Montottone

Montottone (im lokalen Dialekt: Montottó) ist eine italienische Gemeinde (comune) mit 885 Einwohnern (Stand 31. Dezember 2023) in der Provinz Fermo in den Marken. Die Gemeinde liegt etwa 16 Kilometer südwestlich von Fermo.

## Gemeindepartnerschaft
Montottone unterhält eine Partnerschaft mit der sächsischen Stadt Kohren-Sahlis (Deutschland).